# Niemcza

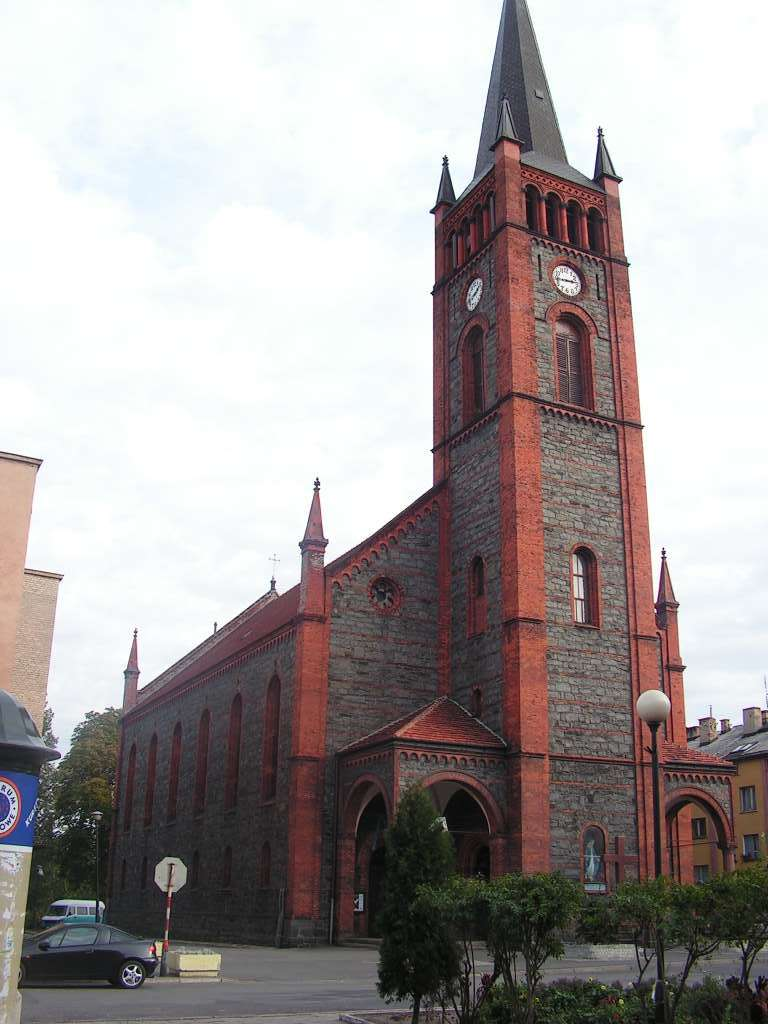

Niemcza este un oraș în Polonia.